# Ostra (Ukraina)
Ostra (ukr. Вістря) – wieś na Ukrainie w obwodzie tarnopolskim, w rejonie czortkowskim, nad Dniestrem.
Do 2020 w rejonie monasterzyskim.